# Système agropastoral dans les Landes de Gascogne
 (septembre 2022).
Si vous disposez d'ouvrages ou d'articles de référence ou si vous connaissez des sites web de qualité traitant du thème abordé ici, merci de compléter l'article en donnant les références utiles à sa vérifiabilité et en les liant à la section « Notes et références ».
Avant le boisement systématique des terres incultes des Landes de Gascogne au milieu du XIXe siècle, l'économie de la région repose sur le système agropastoral, permettant de tirer parti de la lande, vaste étendue d'un sol sableux d'une extrême pauvreté. Les élevages ovins omniprésents servent non pas à la production de viande ou de lait, mais à la fertilisation des sols, à partir desquels les Landais de l'époque cultivent quelques céréales, essentiellement du seigle et du millet, matière première de la fabrication du pain, produit de base de leur maigre alimentation. C'est de cette époque que provient l'image d'Épinal de l'échassier landais surveillant son troupeau.  
Durant le XIXe siècle, de nombreuses expérimentations avaient pour but de trouver des alternatives à l'agrosylvopastoralisme et de diversifier les cultures. Mais c'était sans tenir compte de la stérilité des sols, et ces remises en cause du système traditionnel furent toutes des échecs fracassants. 
La nécessité de fixer les dunes et d'assainir les plaines aura finalement raison de l'agropastoralisme, et c'est finalement le pin qui chassera les pasteurs landais et leurs troupeaux à la fin du XIXe siècle

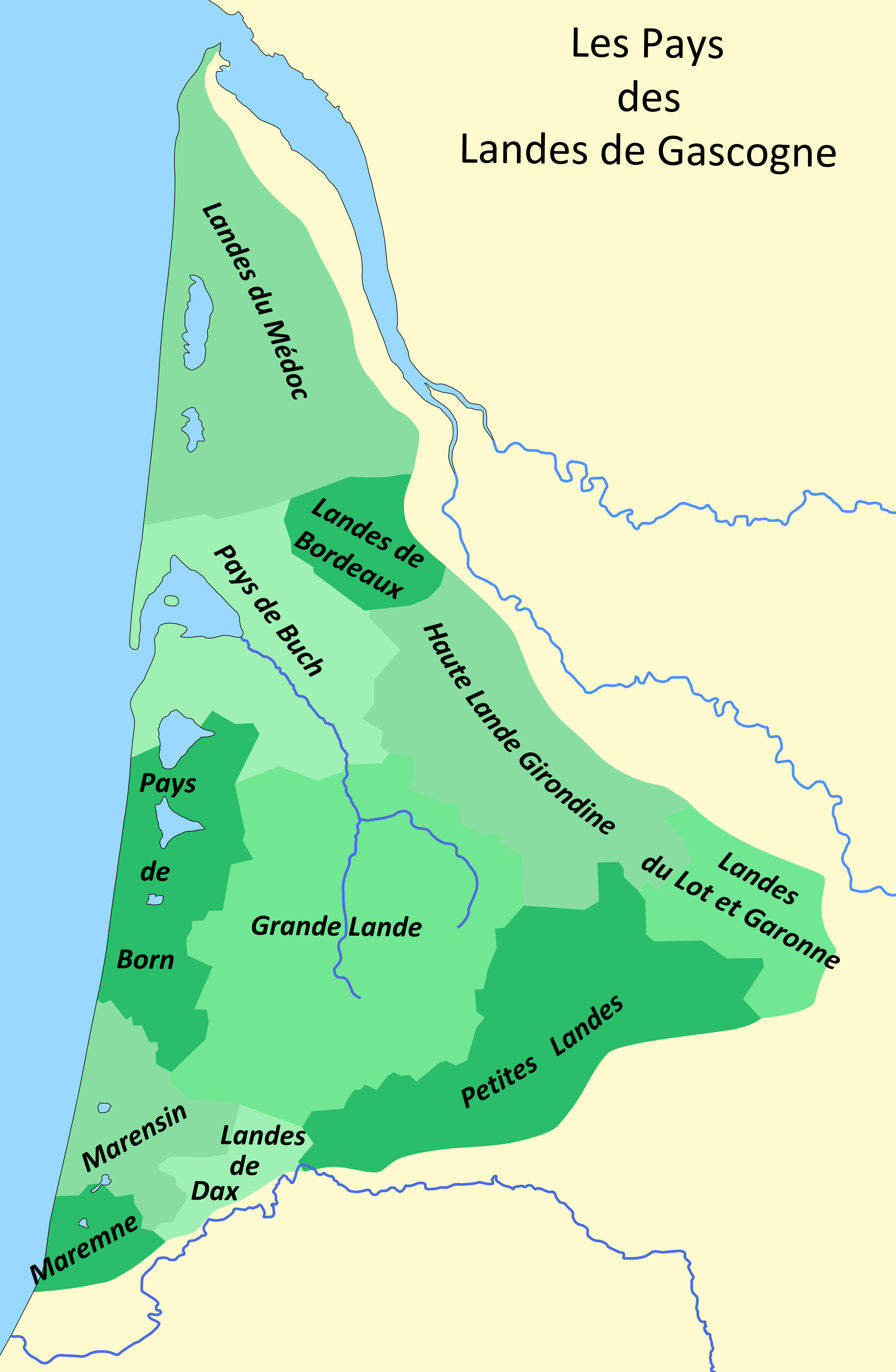
Carte des « pays » des Landes de Gascogne, à cheval sur les départements français des Landes et de la Gironde

## Système agropastoral landais
Les Landes de Gascogne sont une région homogène sur le plan historique et culturel, mais aussi géologique. La pauvreté des sols, les paysages désertiques et marécageux, l'isolement géographique, la langue et les coutumes des habitants ont souvent suscité une réaction de rejet et de mépris de la part des "estrangeys" (ceux qui ne sont pas de la lande), comparant les Landais à des sauvages.
Afin de pouvoir exploiter les terres incultes et désertiques de la lande, l'économie locale de l'époque repose sur une méthode de fertilisation des terres par un système agricole traditionnel mêlant cultures et élevage. Les moutons et brebis se nourrissent d'herbes basses, tandis que les bergers surveillent le troupeau du haut de leurs échasses. Ce moyen de locomotion est particulièrement adapté à la topographie, permettant de surveiller le troupeau sur de longues distances, mais aussi de se déplacer rapidement tout en évitant les piqûres d'ajoncs et l'humidité du sol. Le rôle du troupeau est avant tout de produire du fumier afin de fertiliser le sol. En effet les rendements naturels sont trop faible pour permettre à quelque culture que ce soit de fournir une récolte acceptable pour nourrir le foyer, composé d'une dizaine de personnes. 
Les cultures de seigle et de millet permettent ainsi de produire la farine nécessaire à la fabrication du pain, constituant la base de l'alimentation. Le schéma ci-dessous résume simplement le fonctionnement du système agropastoral :

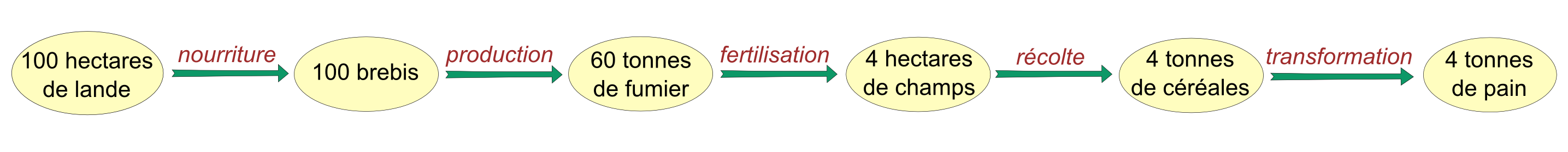
Schéma illustrant le système agropastoral sur un exemple.

De cette façon, les sols pauvres sont mis en valeur de façon intensive, ce qui permet une culture sans jachère. Aux cultures proprement alimentaires, viennent s'ajouter quelques autres productions orientées vers l'autoconsommation. C'est par exemple le cas du chanvre. Cette culture commence à régresser dès le milieu du XIXe siècle. Elle permet jusque-là, après filage et tissage, la confection de textiles caractéristiques de la région. Les Landais de l'époque cultivent également la vigne de façon localisée, pratiquent l'apiculture, possèdent quelques cochons et parfois des vaches pour le lait et la viande. Les produits obtenus servent essentiellement à la consommation de la famille mais sont parfois destinés à la vente. 
L'entretien de la lande rase est essentiel pour permettre aux troupeaux de se nourrir. Chaque année au printemps, les bergers mettent le feu sur de grandes étendues pour débroussailler et régénérer la végétation. Cette opération est appelée "burle" en gascon.

## Rouages d'un système

### L'airial
L'habitat en quartier est inséparable d'une forme particulière d'aménagement de l'espace : l'airial. Les bâtiments d'habitation et d'exploitation se déploient sur une pelouse (due à la présence et à la fertilisation des animaux) plantée de feuillus (chênes, châtaigniers, arbres fruitiers...) et ouverte à la circulation des hommes et des bêtes. Jadis îlot de boisement dans la lande dénudée, l'airial est aujourd'hui une clairière enserrée dans la vaste forêt des Landes.
L'emplacement de l'airial se fait à l'écart de la lande humide et près d'une rivière drainante. Dans cette région, les cours d'eau sont avant tout les axes naturels de drainage du plateau landais. En raison de l'encombrement des eaux, tous les lieux habités de ce pays (quartiers et bourgs) sont situés sur les rebords du plateau, en aplomb des cours d'eau, là où précisément le sol est le mieux drainé.
Paradoxalement, l'homme s'est installé ici à proximité des rivières, non pas pour s'approvisionner en eau comme dans bien d'autres régions, mais au contraire pour mieux s'en débarrasser.

### La lande

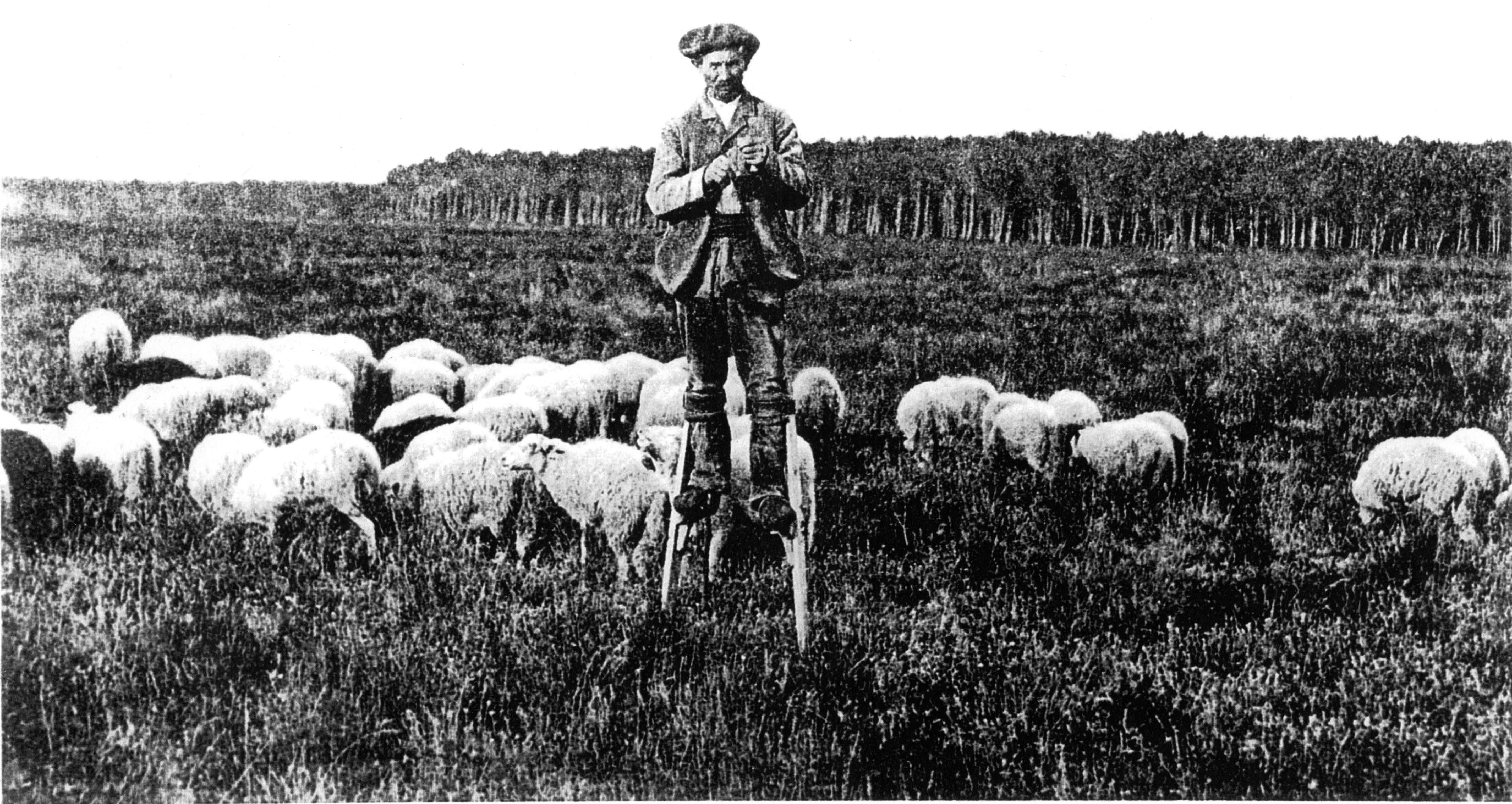
Berger dans la lande. En arrière-plan, la forêt de pins gagne déjà du terrain.

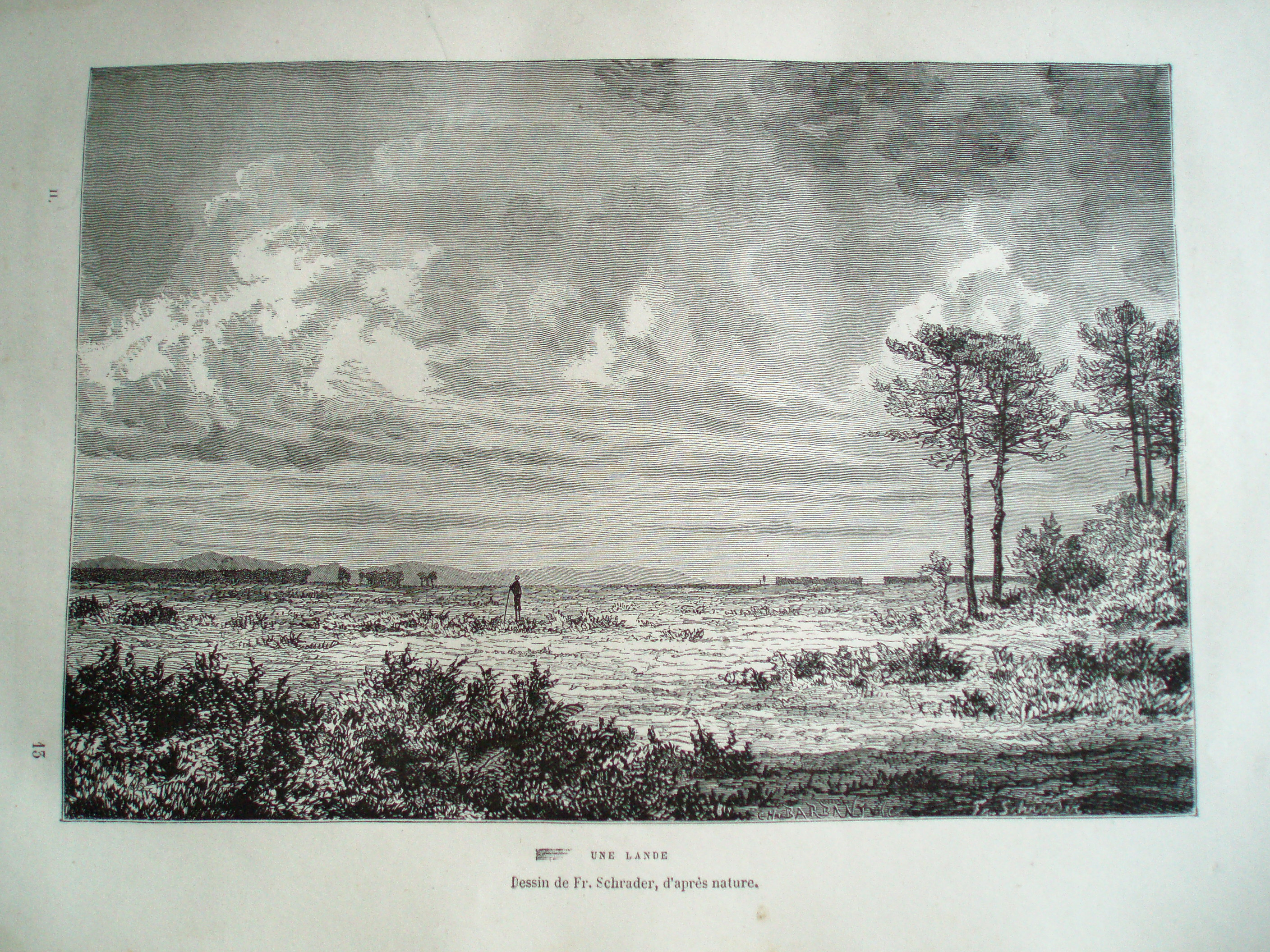
Paysage de lande, vers 1877.

Le domaine des troupeaux, c'est la lande rase. Aujourd'hui disparue, elle a cédé la place à la forêt. Jusqu'au  milieu du XIXe siècle, elle occupe environ les trois quarts du territoire des Landes de Gascogne.
Sa composition végétale varie en fonction du plus ou moins bon drainage du sol : dans la lande sèche dominent bruyères (notamment la callune), avoine de Thore, hélianthèmes, canches et lichens ; dans la lande humide règne la molinie ; entre les deux, la lande mésophile favorise la bruyère à balai, la fougère aigle et l'ajonc d'Europe.
Nourriture exclusive des troupeaux, ces plantes permettent aussi de réaliser le soutrage. Ramené dans les bergeries, celui-ci constituera la litière des troupeaux et la matière première du fumier tant recherché. Végétation spontanée, la lande reste toutefois étroitement contrôlée par l'homme. À la fin de l'hiver, les paysans pratiquent régulièrement l'incinération (la burle), afin de débarrasser la lande de la végétation arbustive (bruyère et ajoncs) et des fougères (laissée libre, cette végétation aurait rapidement étouffé les graminées, seule nourriture du bétail), favorisant ainsi la repousse et une légère fertilisation grâce aux cendres.
Ce milieu ingrat ne tolère guère qu'une bête par hectare. Ces immensités consacrées au libre parcours des troupeaux prennent alors tout leur sens. Ainsi s'explique le statut communal de la majeure partie de ces landes. Ce sont généralement 50 % à 60 % du territoire de chaque commune qui sont en « vacant ». Vastes réservoirs de ressources collectives, ceux-ci offrent à chacun, par troupeau interposé, la part nécessaire au fonctionnement de son exploitation agricole.
C'est la lande, et elle seule, plus par son immensité disponible que par ses qualités nutritives, qui doit assurer la subsistance des troupeaux. Aussi, le pacage doit-il se réaliser en longs parcours, afin que les bêtes puissent trouver leur nourriture quotidienne. Le berger modifie ses déplacements en fonction du cycle de la végétation et du rythme des saisons. 
En été, le troupeau part très loin sur la lande humide qui occupe les grandes étendues interfluviales, effectuant jusqu'à vingt kilomètres par jour. Chaque nuit, il est remisé dans une des nombreuses bergeries de parcours qui jalonnent la lande. De cette manière, on ne perd rien du précieux fumier que l'on attend des troupeaux.
En hiver, les bêtes sont maintenues à proximité des quartiers, en zone de lande sèche. Durant la période d'agnelage, entre Noël et Pâques, les mères (agnereyres) et leurs agneaux sont confiés au berger en titre (aouilhé), homme expérimenté. Les jeunes et non-mères (bassioues) sont confiées à un berger débutant. Les deux parties sont réunies à la belle saison.

### Le champ
Le champ, constitue une véritable architecture agraire. Cette agriculture a dû faire face à deux handicaps : la stagnation des eaux hivernales et la médiocrité des sols. L'insuffisance de la pente du plateau landais et la présence à une faible profondeur d'une couche compacte et imperméable de grès ferrugineux (alios) ont rendu le drainage indispensable.
Le remède pour vaincre la pauvreté des sols acides est le fumier, seul amendement disponible et consistant, procuré par les troupeaux. Ainsi, l'agriculture intensive commence ici avec l'élevage extensif du mouton, en respectant les équilibres figurant sur le schéma ci-dessus.
Pour nourrir les hommes, l'agriculture traditionnelle a dû ingénieusement se diversifier. Le seigle, bien adapté à la médiocre qualité du sol et aux conditions climatiques, est la céréale principale qui donnera le pain, pilier de l'alimentation. D'autres céréales sont cultivées en complément : le millet commun, qui sert à fabriquer la cruchade (bouillie abondamment consommée), le millet des oiseaux appelé "panis" (dont les grains minuscules sont réservés aux jeunes volailles), le sarrasin (consommé également sous forme de bouillie). Le maïs n'arrivant dans cette région qu'à la fin du XVIIIe siècle supplantera peu à peu le millet pour la préparation de la cruchade.
Réalisée sur de petites surfaces, de trois à cinq hectares par exploitation, cette agriculture vivrière associe deux céréales sur la même parcelle. En automne, après l'épandage du fumier, le seigle est ensemencé à la volée puis relevé en billons. Au printemps, une seconde céréale (millet, panis ou maïs) vient s'intercaler dans les sillons entre les rangs de seigle. Ignorant par ailleurs la jachère, le sol porte ses récoltes de manière ininterrompue. Après la récolte du millet, du panis ou du maïs, en début d'automne, un nouveau cycle annuel commence.
Une telle agriculture, très jardinée, est grande consommatrice de main d'œuvre : une fois le champ emblavé de seigle en rangs parallèles, presque toutes les opérations doivent s'effectuer à la main.

### Les brebis

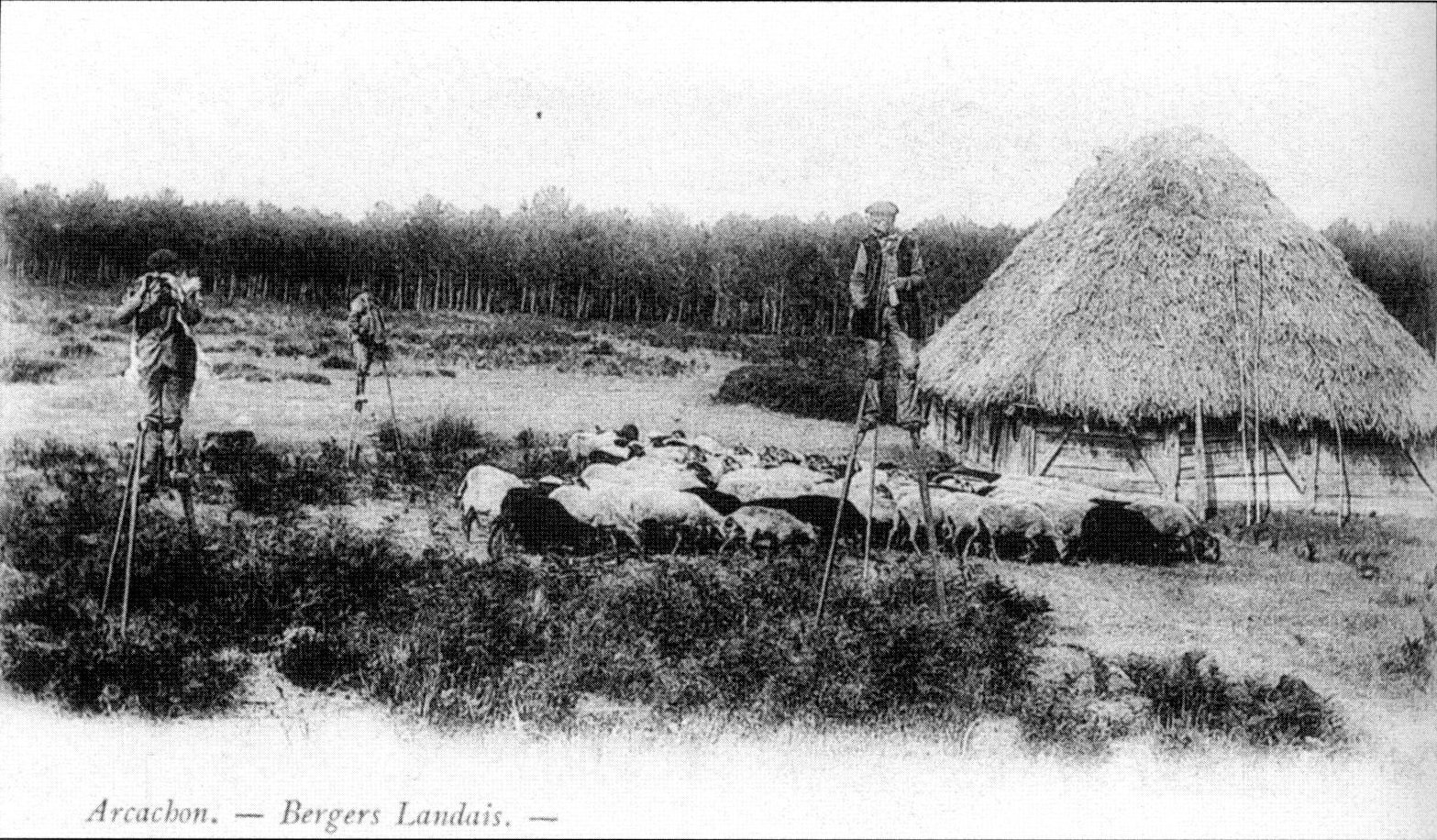
Bergers landais et leur troupeau de brebis aux abords d'une borde.

En 1850, le cheptel compte environ un million de têtes sur l'ensemble des Landes de Gascogne. Frugale, la brebis landaise s'est parfaitement adaptée au milieu végétal si particulier et si peu généreux de la lande. Haute sur pattes et longiligne, elle se révèle excellente marcheuse et d'une rusticité à toute épreuve. Soumise à ces rudes conditions d'élevage, elle ne donne que peu de viande, encore moins de lait et seulement deux agneaux dans sa vie (le premier à trois ans, le second à sept ans, âge de la « réforme »).
Malgré ces caractères, il est difficile de parler de race locale. En effet, les échanges étaient nombreux avec les troupeaux pyrénéens. Ceux-ci traversaient régulièrement la région en fin d'été pour gagner les pâturages girondins puis en début de printemps pour rejoindre les pâturages d'estive. Dans certaines foires comme à Luxey, on s'approvisionnait en géniteurs venus du Béarn ou du Pays basque pour « renouveler le sang ». Mais si la transhumance des troupeaux pyrénéens se faisait vers les Landes, les troupeaux locaux, eux, ne franchissaient jamais les lointains horizons du « Grand Désert ».
Les produits issus du troupeau sont divers. Les animaux sont dépouillés de leur toison avant les grosses chaleurs. La laine, en partie traitée par les paysans, peut aussi être commercialisée et procurer quelques revenus monétaires. Elle est même, avec le miel et la cire, l'un des rares produits commercialisés à cette époque. La viande des jeunes agneaux mâles ou des brebis de « réforme » est la seule consommée, les agnelles sont systématiquement gardées pour le renouvellement du troupeau. Le lait, produit en faible quantité, n'est jamais soutiré. Il est intégralement laissé aux mères pour nourrir leurs agneaux.
Le produit principal est le fumier, destiné à fertiliser la terre pauvre et acide des champs. Celui de vingt à trente bêtes est nécessaire pour amender convenablement un seul hectare. L'économie de l'ancienne société landaise repose sur un système agropastoral où l'élevage est au service de l'agriculture. La culture des champs trouve ainsi sa source dans les maigres richesses de la lande.

### Les bœufs

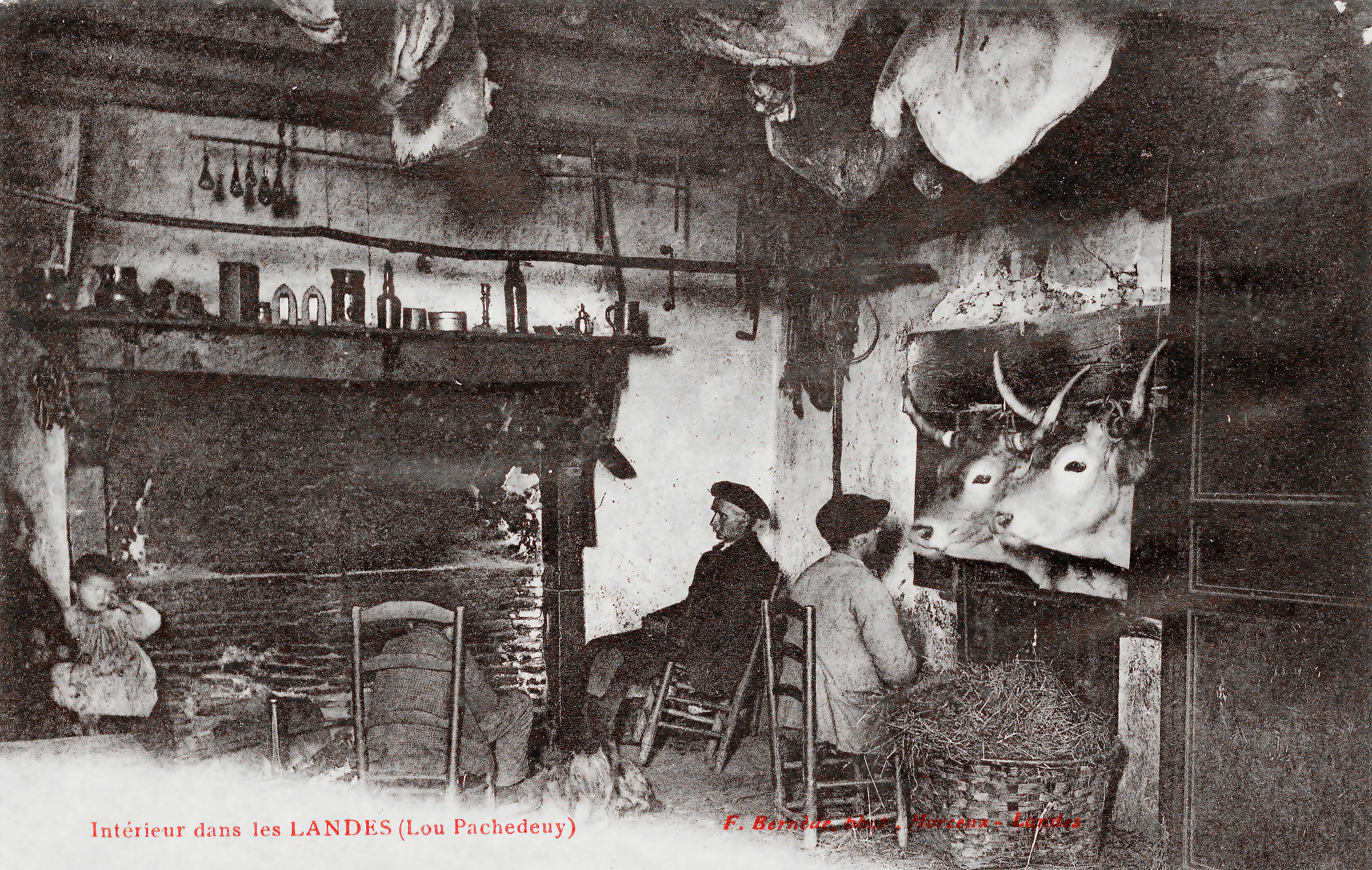
L'arristoun, Martin et Jouan, les deux bœufs, nourris avec un fourrage mêlé de son.

Les bœufs, traditionnellement appelés Jouan et Martin (photo de Marquèze).

Le premier outil du laboureur, c'est la paire de bœufs. Gros capital sur pied, ceux-ci bénéficient des plus grands soins. Sans eux, point de travaux agricoles ni de charrois.
Alors que le mouton, animal très commun, n'est l'objet d'aucune considération, les bœufs sont les animaux survalorisés de l'ancienne Lande. Fierté du laboureur, ce sont les seuls admis à cohabiter avec l'homme et associés à tous les grands moments (mariage, carnaval, etc.). En témoignent les estaoulis donnant dans la pièce centrale de la maison qui permettent d'apasturer à la chaleur de la cheminée.

### Le pain
Le pain est la base de l'alimentation dans la société traditionnelle. Une fois le grain moulu, chaque paysan dispose de sa mouture qu'il doit traiter et affiner de manière à obtenir la farine panifiable. La séparation du son et de la farine est réalisée soit à l'aide d'un simple tamis à main, le crible, soit grâce à un engin plus élaboré, véritable meule munie d'un tambour intérieur et actionné par une manivelle, le blutoir.
Avec cette farine, la maîtresse de maison (la daune) fabrique la pâte à pain dans un pétrin domestique (meyt). Cette pâte, façonnée en boules de trois à cinq kilogrammes en moyenne, est cuite dans le four à pain proche de la maison. La cuisson a lieu toutes les deux semaines pour le pain de la maisonnée.
La fabrication du pain est l'aboutissement d'une longue chaîne d'opérations :
- il faut un kilogramme de pain de seigle par jour pour nourrir un adulte, soit 4 000 kilogrammes par an pour une famille de dix personnes
- pour fabriquer ces 4 000 kg de pain, il faut 3 200 kg de farine
- pour obtenir ces 3 200 kg de farine, il faut 4 000 kg de grains de seigle
- pour produire ces 4 000 kg de grains de seigle, il faut 4 hectares de champ
- pour fertiliser ces 4 ha de champ, il faut 60 tonnes de fumier
- pour obtenir ces 60t de fumier, il faut 100 brebis
- pour nourrir ces 100 brebis, il faut 100 ha de lande

## Acteurs économiques

### Le berger

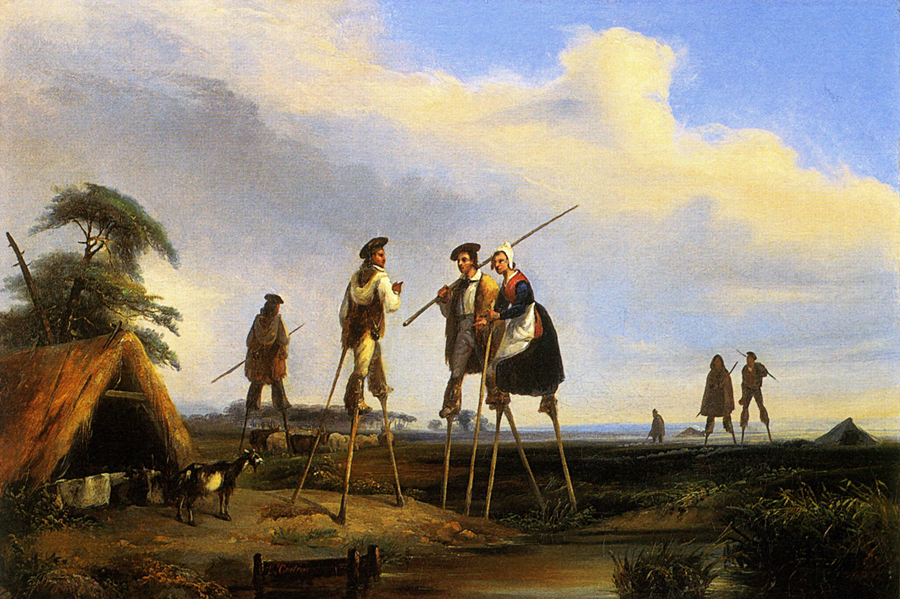
Habitants des Landes, représentation idéalisée des Landes de Gascogne. (Jean-Louis Gintrac (1808—1886), Habitants des Landes, Musée des beaux-arts de Bordeaux; 1re moitié XIXe siècle ; peinture à l'huile, toile ; 32x46 cm).

Le berger, perché sur échasses, vêtu de peaux de moutons, filtrant ou tricotant tout en surveillant nonchalamment son troupeau éparpillé dans une lande dénudée, constitue l'image d'Épinal attachée à ce pays landais. Cette représentation bucolique ou sauvage, a fait de lui un nomade sans contrainte ou un rustre vivant en marge du monde des hommes.
À la différence du laboureur rivé sur son champ ou du résinier à ses pins, le berger fréquente les immensités de la lande, jusqu'aux confins des territoires communaux. Dans l'ancienne société, le berger assure une activité essentielle sans pour autant constituer une catégorie sociale particulière. Parfois membre d'une famille de propriétaires ou de métayers, c'est souvent un homme trop âgé pour le dur travail des champs mais dont l'expérience se révèle précieuse pour la conduite et le soin du troupeau. Il peut aussi être domestique, au service d'un propriétaire ou d'un métayer, intégré éventuellement à la maisonnée de son patron. Il est le plus souvent sous contrat avec un propriétaire qui lui confie alors une métairie réduite : la brasserie.
Lorsqu'il est brassier, le berger dispose une petite maison (le meysouet) et d'un lopin de champ complété d'un jardin pour assurer sa subsistance. Le brassier apporte avec sa femme et ses enfants un complément de main d'œuvre dans bien des travaux réalisés chez le métayer ou le propriétaire qui, en contrepartie, effectuent des travaux aratoires sur son champ. Pour la garde du troupeau, il reçoit des gages annuels alloués par le propriétaire.
À la belle saison, il arpente la lande pour fournir à ses bêtes une nourriture suffisante. Ainsi, la période d'agnelage passée, il s'éloigne des quartiers et des bourgs pour vivre en solitaire. Une solitude toutefois émaillée de rencontres régulières avec d'autres bergers venant de quartiers ou villages voisins. Ces rencontres, ainsi que les fêtes et les foires, sont autant d'occasions d'échanger des nouvelles, que chacun ramène ensuite dans son port d'attache. Ainsi, paradoxalement, ce solitaire joue dans les quartiers isolés le rôle de messager.
Pendant son parcours, le berger peut partager avec un ou deux compagnons l'oustalet (petite maison) au confort des plus rudimentaires, comme il s'en trouve à proximité de quelques bergeries perdues dans la lande. Le berger occupe sa relative oisiveté à filer ou tricoter la laine de ses bêtes et à chasser pour améliorer son ordinaire. Il est aussi fin joueur de fifre, de boha ou de vielle et gardien de la tradition orale en matière de contes et légendes.

### Le laboureur
Être laboureur dans la société traditionnelle, c'est aussi être propriétaire d'une terre et d'une exploitation complète, statut que les actes administratifs désignent par « propriétaire-laboureur ». C'est le maître des lieux.
Beaucoup plus qu'un travailleur des champs, il est le paysan au sens plein du terme. À la différence du berger semi-nomade, le laboureur incarne le sédentaire par excellence. Personnage pivot et dominant des quartiers, il est l'acteur principal de l'ancienne économie agropastorale.
Fixé à la terre par son travail, soumis au rythme des saisons, le laboureur est lié à un terroir dont il assure la continuité. Cette continuité s'exprime dans la notion de tinèou. Ce terme englobe la famille et son patrimoine. Il s'agit ici d'une famille étendue, réunissant jusqu'à vingt personnes sous le même toit : bien souvent un couple âgé, plusieurs fils ou filles mariés, leurs enfants et petits-enfants et, si nécessaire, des domestiques, hommes ou femmes. Mais le nombre de bouches à nourrir doit correspondre au nombre de bras pour travailler et aux capacités de l'exploitation.
Le chef du tinèou (lou mèstre) est l'homme le plus âgé ou son fils aîné. Il organise la maisonnée, répartit les travaux, gère l'exploitation. C'est lui qui représente la famille au dehors.
Dans cette société, l'héritage est égalitaire, sans distinction de sexe ni de rang d'aînesse, contrairement à la Gascogne méridionale et aux sociétés pyrénéennes. Il privilégie l'indivision autant que possible.
Au sein du tinèou, la répartition des tâches s'opère en fonction du sexe et de l'âge. Les hommes dans la force de l'âge effectuent le gros des travaux agricoles : au chef de famille revient la fonction, valorisée entre toutes, de bouvier. La garde des animaux est confiée aux plus vieux ou aux trop jeunes.
Aux jeunes femmes, filles ou brus, revient le travail des jardins (celui du champ, de l'airial ou du bord de ruisseau), qui fourniront les légumes de saison pour la soupe quotidienne. Elles se chargent aussi de la basse-cour (dindons, poules et canards) et du cochon, qui donneront l'essentiel des viandes. Elles assurent également les travaux des champs qui exigent une main d'œuvre soignée : sarclage, désherbage et moisson.
C'est à la daune, correspondant féminin du mèstre, que reviennent les tâches domestiques, l'éducation des enfants et souvent les cordons de la bourse. Mais surtout, c'est la daune qui fabrique le pain nécessaire pour la maisonnée.
Au laboureur incombe la culture des champs et avant tout d'une céréale qui rythme le calendrier agricole : le seigle. Il est donc, plus que quiconque, soumis aux caprices du temps. Aussi profitera-t-il de nombreuses fêtes pour se concilier les faveurs du Ciel et l'indulgence de la nature : à Noël, Pâques, lors des Rogations ou à la Saint-Jean.

### Le meunier

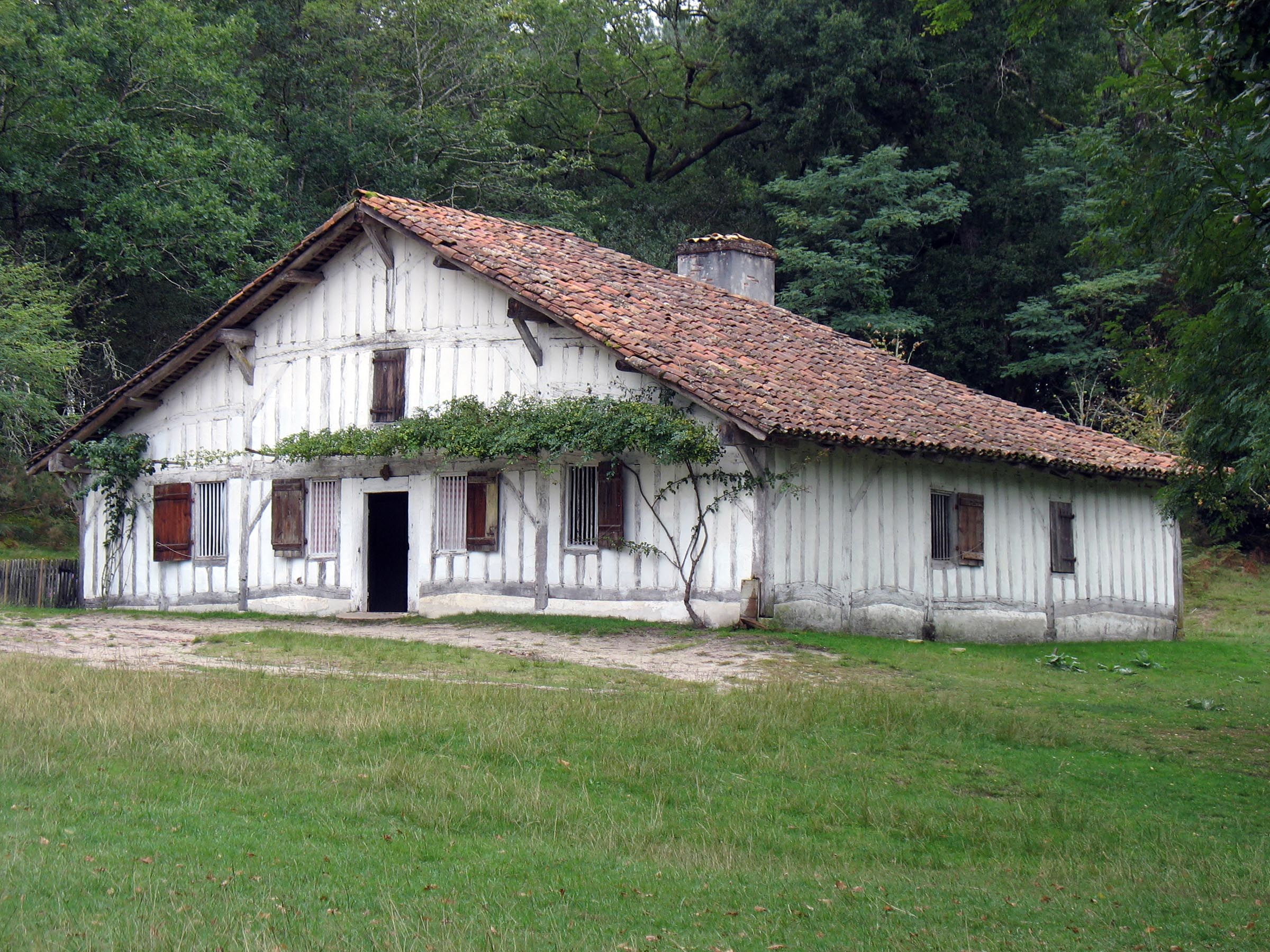
La maison du meunier.

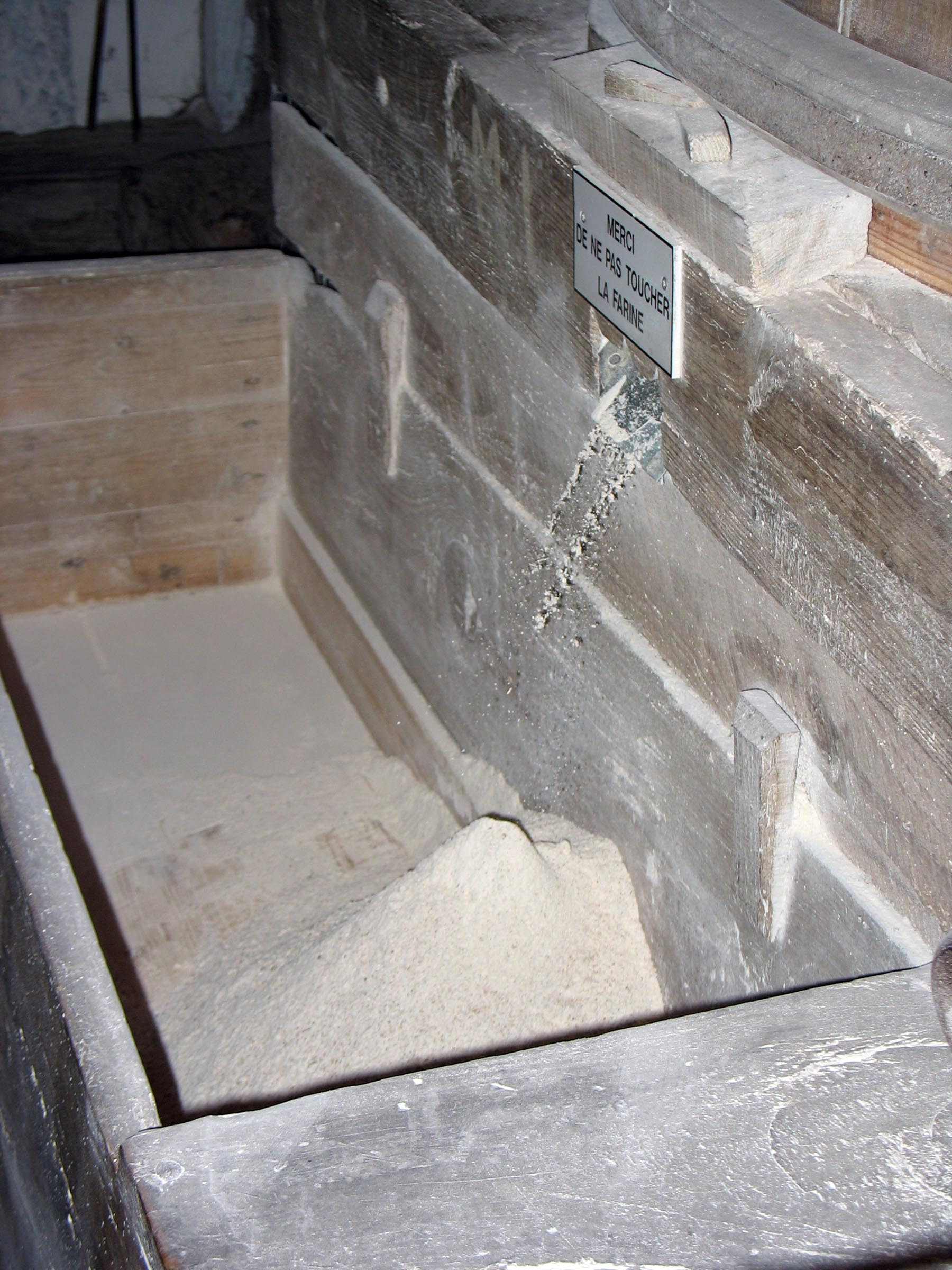
Production de farine au moulin de Marquèze.

Le meunier est un homme à part. Bien qu'en relation étroite avec les quartiers, il vit à l'écart de leur population. Son métier prestigieux et de bon rapport le démarque des paysans. Son aisance lui accorde une position privilégiée et enviable : la meunerie constitue une sorte d'élite. Le meunier est un des rares à manier couramment l'argent, il joue à l'occasion le rôle d'usurier.
Il tire son aisance d'une position de force dans l'économie agropastorale : tous les paysans sont obligés d'en passer par lui. Il travaille principalement le seigle, mais aussi d'autres céréales. Il fait payer son service en usant du droit de pugnère (poignée) : il prélève une part du grain à moudre (de 10 à 20 %). Et certains ont la réputation d'avoir la main lourde. De plus en plus au XIXe siècle, les frais de mouture sont acquittés en numéraire. À plusieurs reprises l'administration a dû intervenir pour réfréner la cupidité des meuniers, accusés de tricher dans l'art des poids et mesures. Seul en mesure de traiter le grain indispensable à l'aliment de base, le pain, il a le monopole de l'outil de transformation : le moulin.
Rien d'étonnant alors qu'au XVIIIe siècle, les notables spéculent sur l'achat de moulins. De ce fait, le meunier n'est pas toujours propriétaire de son moulin. Il est parfois fermier, lié par un bail au propriétaire à qui il verse une rente annuelle essentiellement en nature (sac de grains, volailles, quartier de cochon). Dans ce cas, le meunier est plutôt issu d'une famille de propriétaires-laboureurs, assurance de sérieux et de solvabilité pour le propriétaire du moulin.
En raison de l'emplacement du moulin, le meunier vit à l'écart des quartiers. Pour s'implanter, il doit trouver le fond d'une vallée de rivière suffisamment évasée pour accueillir tous les éléments de l'aire meunière : sa maison, le moulin, divers bâtiments annexes ainsi que la dérivation du cours d'eau, le barrage et l'étang de retenue.
Malgré son isolement, le meunier entretient une relation suivie avec les paysans des quartiers alentour. Lors de sa tournée en charrette, il visite ses clients, prenant ici un sac de grain pour l'emporter au moulin, rapportant là un sac de mouture. Le chemin du moulin (camin moulié en gascon) matérialise le lien qui existe entre la rivière et les quartiers.
Chez lui, le meunier, aidé de sa famille et éventuellement d'un domestique, entretient une basse-cour, un jardin, des ruches, un cochon etc. qui lui fournissent une bonne part de sa nourriture. Avec les déchets de sa mouture, il nourrit un lot de poissons (brochets, truites, anguilles) dans l'étang de retenue.

## Le temps des utopies
Nombreux sont ceux qui ont cru voir ici une terre prometteuse, une région idéale pour le développement de l'agriculture française. Ainsi, au XIXe siècle, les Landes de Gascogne sont le théâtre de nombreuses expérimentations, qui remettent en cause le système traditionnel, en cherchant à diversifier l'agriculture : riz, arachides, tabac, mûriers, élevages en tout genre... tous ces projets se soldent par des échecs fracassants et seul le pin maritime  réussit à tirer son épingle du jeu. L'élite locale et certains grands propriétaires n'hésitent pas à introduire de nouvelles essences, creuser des canaux d'irrigation, croiser des races ovines. C'est l'époque des grandes compagnies industrielles et agricoles.

### La ruine de Nézer
Le financier suisse Daniel Nézer est accueilli dans les Landes par le Captal de Buch François de Ruat en 1765. Il achète à ce dernier de vastes étendues de lande sur les paroisses de La Teste, Gujan et Le Teich, avec comme objectif de revendre une partie de ces terres à des investisseurs, louer une autre portion à des petits concessionnaires et défricher et cultiver le reste. Une trentaine de familles suisses s'installent dans le captalat de Buch afin de réaliser les travaux agricoles et Nézer leur fait construire trente fermes afin de les loger. Mais, après avoir payé son terrain très cher, il engage des travaux pharaoniques : creusement de crastes, ouverture de chemins, plantation de semis des pins, culture de blé, d'avoine, de seigle, de vignes, élevage de bétail et défrichage de lande.
C'est un échec cuisant. Incapable de rembourser la dette colossale qu'il a contractée, et sans réaliser aucun retour sur investissement, il meurt ruiné en 1770. Cependant Nézer reste un des précurseurs de la forêt des Landes, puisque la seule réussite de son entreprise, ce sont les semis de pins, qui seront admirés 5 ans plus tard par Guillaume Desbiey, juste avant de rédiger son mémoire sur la façon de tirer parti des Landes de Gascogne... (1776) notamment grâce à des plantations de pins maritimes.

### Les Landes de la seigneurie de Certes
Le marquis de Civrac  hérite en 1757 de la seigneurie de Certes, au nord-est du Bassin d'Arcachon. Cette seigneurie comporte 100 000 ha de lande entre Audenge et Saint-Jean-d'Illac. Le marquis de Civrac accorde des concessions à messieurs de Moriencourt et de Sallignac, qui ont en tête un projet agricole un peu original. Il était question d'y établir quelque 1700 métairies pour y cultiver divers légumes. Le système traditionnel de fertilisation des sols est tout de suite écarté, et les quelques pins perdus dans le désert sont coupés. Malgré les efforts de Moriencourt et de Sallignac, la lande défrichée se transforme en marécage. Le sort du marquis de Civrac est identique à celui de son voisin Nézer, il meurt ruiné en 1768.

### Société d’agriculture des Landes
En 1801, le préfet du département des Landes, M. Méchin, inaugure la Société d’agriculture des Landes. Il préconise alors le dessèchement des marais, la création de voies de communication, et des exemptions d'impôts propices à attirer de la main-d'œuvre dans la région. Diverses expériences sont menées : on seme de l'arachide entre Dax et Mont-de-Marsan, on crée même une huilerie en prévision des récoltes futures... qui ne voient jamais le jour. En 1803, les cultures sont abandonnées. Après la visite de Napoléon Ier en 1808, on décide de drainer les marais d'Orx et de creuser un canal reliant l'Adour à la Garonne par Mont-de-Marsan. Ni le drainage, ni le canal ne seront réalisés. Les travaux dans les marais d'Orx débutent indépendamment de cette société sous Napoléon III.

### Expériences de Batbedat
Un des fondateurs de la Société d’agriculture des Landes en 1797, François Batbedat (1745-1806), se livre à plusieurs expériences sur ses terres de Garrosse (Landes). Il importe le pin sylvestre alors appelé « pin de Riga », particulièrement réputé pour les mâtures, réussit à l'acclimater et à le faire prospérer : « Le commerce de Bayonne se rappelle encore qu’en 1782, quatre tiges de pin de Riga qui avaient 70 à 75 pieds de longueur et deux pieds d’équarrissage, furent vendus 11 800 livres par M. François Batbedat. » Il en met à disposition les graines qu'il produit. Pendant les cinquante ans qui suivent, ses pins se multiplient largement,,.
Dans le domaine de l'élevage, il aide à introduire d'Espagne et à acclimater les mérinos. Il préconise aussi l'élevage des chevaux, dans son Mémoire badin sur un sujet sérieux. Musset-Pathay précise que ce « sujet sérieux » porte sur les haras. Sous une apparence frivole, Batbedat démontre que le sol landais et le climat local sont particulièrement propices à l'élevage des chevaux, ce qui se vérifie au XIXe siècle.

### Ferme expérimentale de Pessac
En décembre 1819, le comte de Tournon forme une commission dans le but de rechercher des moyens d'améliorer les cultures dans les Landes de Gascogne. Les membres de cette commission recommandent l'assèchement de la lande marécageuse, la construction de canaux, de routes et des aménagements rendant la Leyre navigable. La première idée à concrétiser consiste à réaliser une ferme expérimentale, qui sera implantée dans les Landes de Pessac, à proximité de Bordeaux. Le baron d'Haussez, haut fonctionnaire de la Restauration découvrant à peine le désert landais, succède au comte de Tournon et inaugure l'établissement. Cette ferme expérimentale a pour ambition de perfectionner et rationaliser le système traditionnel, et joue le rôle de laboratoire en grandeur nature. On y introduit donc des essences d'arbres exotiques, des vaches suisses, des chèvres du Tibet, des cochons anglais et des truies hongroises. C'est un véritable fiasco financier. M. d'Haussez veut former de grandes prairies artificielles pour y cultiver de l'orge, de la betterave, du trèfle et de la luzerne. De nombreux débats opposent les utopistes comme M. de Haussez aux sceptiques, qui considèrent fort justement que la stérilité des sols landais ne permet pas de concrétiser ces rêves agricoles. La seule solution serait de fertiliser les sols... ce qui est précisément à la base du système agropastoral traditionnel.

### Sahara de la France

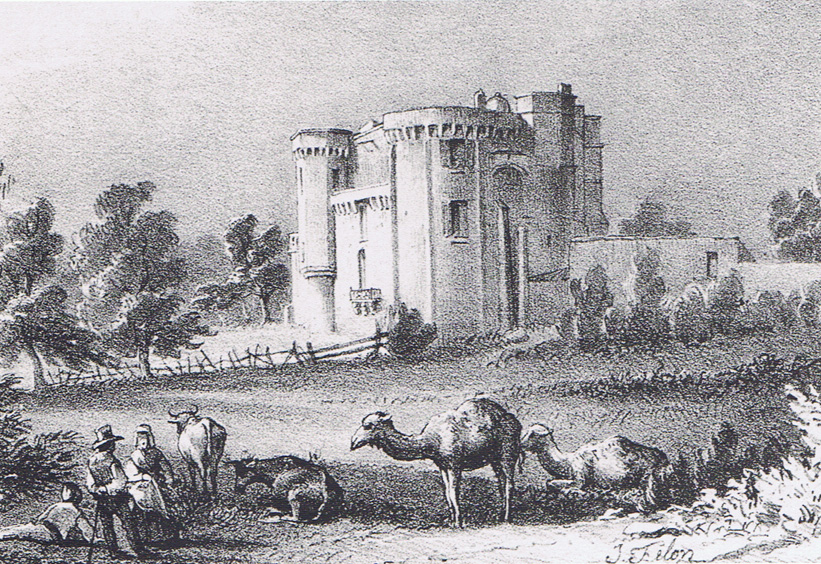
Des dromadaires dans les Landes de Gascogne, lithographie de Joseph Félon d'après Gustave de Galard, vers 1830.

Puisque les Landes sont fréquemment comparées au Sahara, il faut que l'on songe à y introduire des dromadaires et M. de Sauvage, grand propriétaire à Arès, fait venir quelques spécimens d'Égypte en 1827. Ce cheptel rencontre plus de succès sur la scène politique locale que dans les champs. L'expérience est également tentée à La Teste, Pissos, Ychoux et Mont-de-Marsan mais sans plus de succès.

### Compagnie Agricole et Industrielle d'Arcachon
La Compagnie Agricole et Industrielle d’Arcachon voit le jour en 1837, grâce aux investissements de nobles parisiens, voyant en ce pays pauvre et aride la promesse d’un nouvel Eldorado. Avec la mise en place de tout un système d’irrigation depuis le canal des Landes, reliant le lac de Cazaux au Bassin d'Arcachon, ils pensent pouvoir rendre les terres, situées sur la plaine de Cazaux (à La Teste de Buch), fertiles et développer les cultures vivrières pour en retirer d'importants bénéfices. L’arrivée de l’eau permet dans un premier temps la culture de carottes et de blé, remplaçant le millet et le seigle. Cependant, cette terre pauvre que l’on ne peut ni amender ni engraisser n’est pas assez productive et engendre, en 1846, la faillite de cette compagnie.

### Compagnie Ouvrière de Colonisation des Landes de Gascogne
L'année 1849 voit la création de la Compagnie Ouvrière de Colonisation des Landes de Gascogne. Elle rachète les parcelles abandonnées par la Compagnie Agricole et Industrielle d’Arcachon pour y exploiter des rizières en noyant les champs grâce à l’irrigation existante. En 1850 et en 1852, respectivement 3 000 et 10 000 hectolitres de riz sont récoltés, donnant un riz jugé de qualité supérieure à celui cultivé en Inde. Le ministre des Travaux Publics, accompagné du préfet de la Gironde et de membres du Conseil Général visitent les rizières du Pays de Buch en 1852. La presse assure que d'ici quelques années on verra surgir des milliers d'hectares de rizières entre l'embouchure de la Gironde et celle de l'Adour, le long des grands lacs landais. De nombreux projets sont lancés par les actionnaires : variété des cultures et promesses de rendements extraordinaires, création d'un bassin d'emploi sans précédent autour de la Compagnie. Malheureusement, une méconnaissance certaine des sols des Landes de La Teste et de Gujan conduisent la compagnie droit à la liquidation.

## Victoire de la forêt

### Fureur des pasteurs landais
Les bergers landais ne voient pas arriver la forêt d'un très bon œil. Le boisement systématique est synonyme pour eux de disparition de la lande, privant leurs troupeaux de nourriture. C'est tout l'équilibre agropastoral qui s'en trouve bouleversé. Malgré les interdictions formulées par le parlement de Bordeaux dès 1705, des pasteurs incendient régulièrement les jeunes semis de pin au moment de l'écobuage printanier. Peu après la loi relative à l'assainissement et de mise en culture des Landes de Gascogne de 1857, les incendies se multiplient : dans les années 1870, 40 000 hectares brûlent dans la Grande Lande, 10 000 hectares dans le sud de la Gironde, 6 500 hectares à Audenge, d'autres encore à Lacanau, Cestas, Saucats... la liste est encore longue.
Si les bergers mettent le feu, les cultivateurs les soutiennent et souvent les emploient. La population tout entière est favorable à un maintien du système agropastoral traditionnel. Sur une idée répressive formulée par Jules Chambrelent en 1872, le Conseil d’État adopte en 1873 un projet de loi visant à interdire tout usage du feu dans les Landes de Gascogne et à réprimer les incendiaires. Les réactions à ce projet de loi ne tardent pas à se faire sentir, plaintes et pétitions affluent de toutes les communes de l’ouest Girondin et du département des Landes. Le 21 août 1873 le conseil général des Landes reçoit le directeur des Forêts venu de Paris, tandis qu’au même moment, le conseil général de la Gironde délègue une commission et adresse une protestation venant de 101 communes du département à la Société des agriculteurs de France. L'opinion qui se dégage venant d'observateurs éclairés comme le conseiller général de la Gironde, Octave Cazauvieilh, est que les habitudes des landais ont été bouleversées trop brusquement. Il aurait fallu conserver des espaces pour les bergers et faire en sorte que la transition soit plus douce. Le projet de loi est abandonné et on marque une pause dans l'extension de la forêt des Landes. 
Les photographies de Félix Arnaudin montrent encore de vastes pâturages en 1874. Mais la machine est lancée et des milliers de propriétaires décident de semer des pins, jugeant plus rentable le pignada que la lande. Parallèlement on creuse de nombreux fossés de drainage et les gemmeurs se mettent à récolter l'« or blanc » de la forêt. Au début du XXe siècle, il ne reste presque plus de pasteurs landais.

### Vers un nouvel équilibre

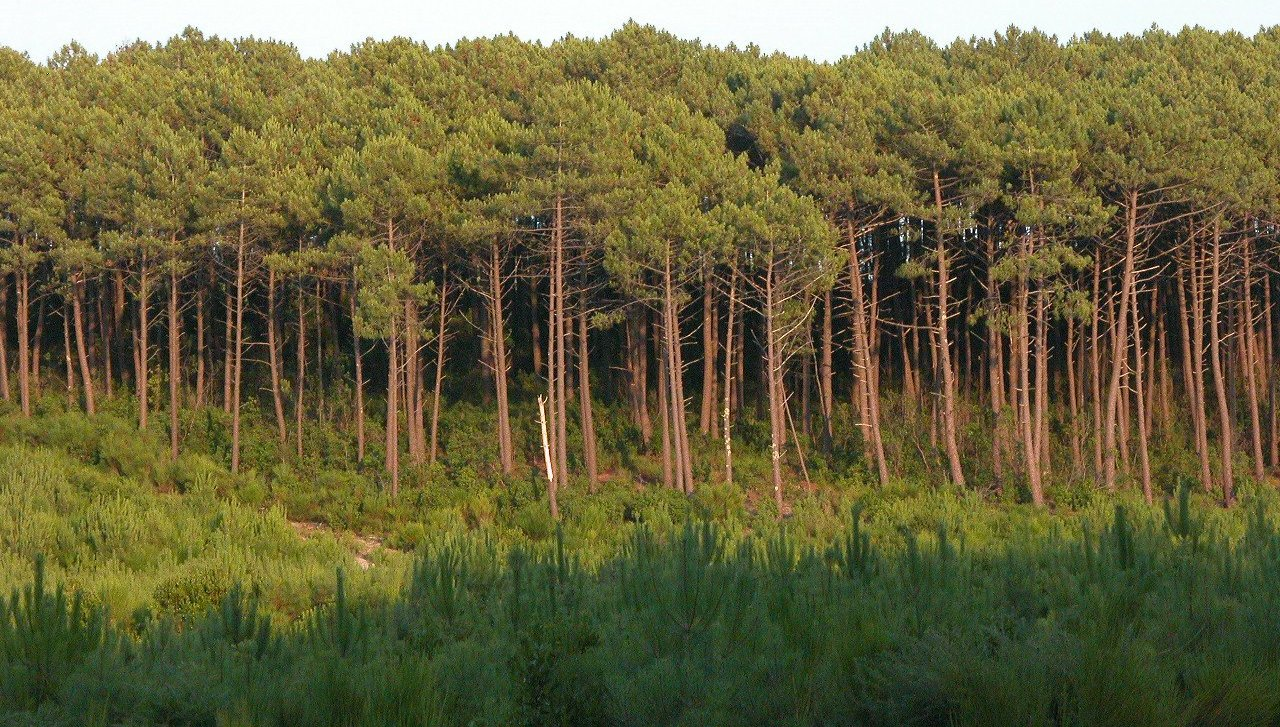
La forêt des Landes de Gascogne.

La forêt, aussi bien de pins que de feuillus, est présente de très longue date dans la région mais restreinte à des bosquets disséminés, jalonnant notamment les rebords du plateau. La lande occupe alors les trois quarts du territoire. À partir du milieu du XIXe siècle, un boisement systématique, sur un million d'hectares, recouvre les vastes étendues jusque-là vouées au parcours des troupeaux.
Dans sa forme récente, la forêt des Landes est un milieu quasi-artificiel et le résultat d'une monoculture : celle du pin maritime, entamée à une époque où les Landes de Gascogne  étaient comparées au désert africain, plus ou moins assimilées à une colonie, une terre sauvage, propre à toutes sortes d’expérimentations. En témoigne l’idée d’adapter des dromadaires à la région, autour du bassin d’Arcachon. 
La nécessité d'assainir la lande insalubre et de fixer les dunes, conduira à l'extension du massif des Landes de Gascogne, pour donner la forêt que l'on connaît aujourd'hui. Les premiers artisans de la plantation de cette forêt sont les Captaux de Buch qui ont mené des expérimentations dès le XVIIIe siècle dans les environs d'Arcachon, pour ralentir la progression des « dunes blanches » sur les terres.
Dès les années 1820-1830, un certain nombre de propriétaires sollicitent auprès des conseils municipaux la concession de parcelles de landes communales qu'ils souhaitent planter en pins. Plutôt réticents, les conseils municipaux vont accéder peu à peu à cette demande insistante. Dès lors s'enclenche un double mouvement de privatisation et de boisement de la lande.

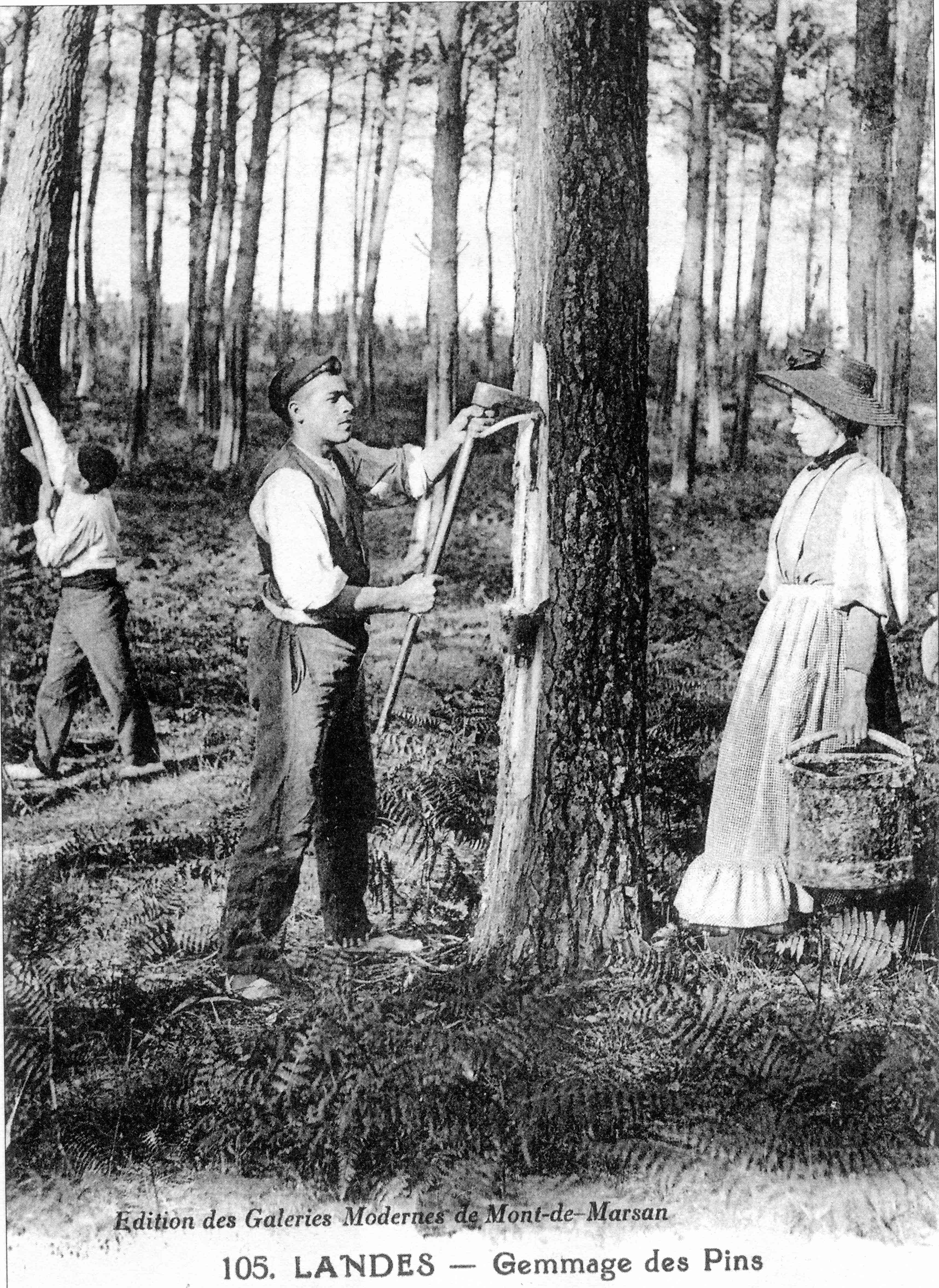
Un résinier pratiquant le gemmage d'un pin.

Mais il faut l'intervention de l'État pour que ce mouvement s'amplifie : sous le second Empire, le 19 juin 1857, Napoléon III fait promulguer la « loi relative à l'assainissement et à la mise en culture des Landes de Gascogne ». Celle-ci fait obligation à cent dix communes du département des Landes et à cinquante-deux du département de la Gironde :
- de boiser leurs landes communales
- d'aliéner ces dernières à des particuliers chaque fois que ce sera jugé nécessaire

Dès cet instant, les ventes aux enchères se multiplient et les communes se dépossèdent massivement de ce qui, jusqu'alors, était voué à l'usage collectif. C'est ainsi que l'espace se privatise et que les semis de pins se multiplient, entraînant rapidement la suppression du libre parcours des troupeaux. Le mouton, supplanté par le pin, devient indésirable sur les terrains qui lui étaient traditionnellement dévolus.
C'est la base d'un mode de vie ancestral qui est ici ébranlée. Tout comme la lande est submergée par le pin conquérant, le berger cède la place à celui qui incarne la nouvelle économie forestière : le résinier, ou gemmeur. Le résinier est presque toujours un métayer. Expansion de la forêt et développement du métayage ont partie liée : c'est le métayage qui offre à la nouvelle économie forestière son cadre juridique.
En l'espace d'un demi-siècle, l'agropastoralisme est mort, supplanté par le nouveau système sylvicole. Les raisons de cette mutation sont avant tout d'ordre économique. Le pin maritime est producteur de bois mais surtout de résine et la France industrielle d'alors a grand besoin de ces produits. Aussi, le pin est considéré comme le seul moyen de rentabiliser les immensités de landes disponibles et jugées sous-exploitées. L'économie locale se spécialise et devient partie prenante d'un marché international.

## Vidéographie
- [vidéo] « Les Landes : la forêt ou les hommes ? », 12 octobre 1982, 34 min, Sore, France 3 (Collection: Mémoires de France) (consulté le 23 mars 2021)